# Kraljevina Pruska
Kraljevina Pruska (njem. Königreich Preußen) je bilo njemačko kraljevstvo od 1701. do 1918. Od ujedinjenja Njemačke 1871. do poraza u Prvom svjetskom ratu, Pruska je činila gotovo dvije trećine teritorija Njemačkog Carstva. Ona je dobila ime po teritoriju Pruske, iako je baza njezine snage bio Brandenburg.

## Povijest

### Osnutak
Od 1618., Elektorat Brandenburg i Prusko Vojvodstvo su vladali u personalnoj uniji od strane dinastije Hohenzollern ("Brandenburg-Pruska"). Tijekom Drugog Sjevernog rata, Ugovorom iz Labiaua i Ugovorom iz Wehlau-Bromberga Hohenzollerni su dobili suverenitet u pruskom vojvodstvu. Stoga, u zamjenu za savez protiv Francuske u ratu za španjolsku baštinu, izbornik Fridrik III. okrunio se kao "kralj u Pruskoj" (König in Preußen) kao Fridrik I. godine 1701. Tehnički, nijedno kraljevstvo nije moglo postojati unutar Svetog Rimskog Carstva, osim Češke. Međutim, Fridrik se držao linijom po kojoj Pruska nikada nije pripadala Carstva i Hohenzollerni su bili potpuno suvereni nad njom,  pa je on mogao uzdignuti Prusku u kraljevstvo. Naslov "kralj u Pruskoj" usvojen jer su bili samo izborni knezovi u tom dijelu Pruske koji još bio dio Svetog Rimskog Carstva. Tako je bilo do 1772. kada je naslov promijenjen u "kralj Pruske."  (König von Preußen )

### 1701. – 1740.: Rana povijest
Nova Kraljevina Pruska bila je vrlo siromašna - još uvijek nije u potpunosti oporavila se od devastacije tijekom Tridesetogodišnjeg rata-i njezin teritorij razasut preko 1200 km : od zemalja u Pruskom Vojvodstva na jugoistočnoj obala Baltičkog mora, do Hohenzollernove unutrašnjosti Brandenburga do eksklava kao što su bili Cleves, Mark i Ravensberg u Porajnju. Godine 1708., otprilike jedna trećina stanovništva Vojvodstva Pruske je bila žrtva kuge. Kuga je dosegla Prenzlau u kolovozu 1710, ali na kraju povukla prije nego što je moglo doći do prijestolnice Berlina, što je bilo samo 80 km daleko. 
Švedski poraz poraz od Rusije, Saske,  Poljske, Danske-Norveške, Hanovera i Pruske u Velikom sjevernom ratu (1700-1721) označiio je kraj značajne švedske moći na južnim obalama Baltičkog mora. U tijeku pomeranskog pohoda od Prusko-Švedskog Ugovora iz Stockholma (siječanj 1720), Pruska dobiva švedsko Pomorje s južne Stettinom (Szczecinom). Već godine 1529.,  Hohenzollerni od Brandenburga je osigurali su vraćanje   Vojvodstva Pomeranije nakon niza sukoba, te dobili istočni dio nakon Vestfalskog mira. 
Tijekom tog vremena, trendovi postavljeni u pokret od strane Velike izbornika dosegnuli su svoj vrhunac, jer su junkeri, zemaljsko plemstvo, bili vezani za prusku vojsku. Ovo razdoblje je također zabilježilo porast obveznog obrazovanja u Njemačkoj. kralj Fridrik Vilim je sam predstavio pruski obvezni školski sustav godine 1717.

### 1740-1760: Šleski ratovi
Godine 1740., kralj Fridrik II. (Fridrik Veliki) došaoje na prusko prijestolje. Koristeći kao izgovor sporazum iz 1537.  (zabranjen od cara Ferdinanda I. ) kojim su dijelovi Šleske trebali prijeći Brandenburgu nakon nestanka svoje vladajuće dinastije Piast, Fridrik je napao Šlesku, čime je početo rat za austrijsku baštinu. Nakon vrlo brzog zauzimanja Šleske, Fridrik je ponudio svoju zaštitu nadvojvotkinji Mariji Tereziji od Austrije, ako se pokrajina predaju njemu. Ponuda je odbijena, ali Austrija se suočila nekoliko drugih protivnika, a Fridrik je je na kraju mogao dobiti formalni ustupak s Ugovorom u Berlinu iz 1742.
Na iznenađenje mnogih, Austrija je uspješno uspjela obnoviti rat.  Godine 1744. Fridrik je napao opet kako bi spriječio odmazdu i zahtijevao je, ovaj put, češku. Nije uspio, ali francuski pritisak na austrijskog saveznika Veliku Britaniju dovelo je do niza sporazuma i kompromisa, što je kulminiralo godine 1748 Ugovorom iz Aix-la-Chapelle kojim je obnovljen mir i Pruskoj ostavljena većina Šleske. 
Ponižena zbog ustupanja Šleske, Austrija je radila kako bi osigurala savez s Francuskom i Rusijom ( "Diplomatska revolucija"), dok je Pruska odvučena u britanski tabora tvoreći anglo-pruski savezu. Kad je Fridrik preventivno napao Sasku i Češku tijekom nekoliko mjeseci godina 1756-1757, on je pokrenuo sedmogodišnji rat koji se također može smatrati prvim svjetski ratom, jer se vodio na kontinenta (Europa te francuske i britanske kolonije) .
Taj rat je bio očajna borba za prusku vojsku, a činjenica da je uspio uvući velik dio Europe u rat svjedočila je Fridrikovim vojnim vještinama. Suočavanje Austrije, Rusije, Francuske i Švedska, istovremeno, i to sa samo Hannoverom (bez ne-kontinentalne Britanije ) kao značajnim saveznikom, Fridrik je uspio spriječiti ozbiljnu invaziju do listopada 1760, kada je ruska vojska nakratko zauzela Berlin i Königsberg. Situacija postaje progresivno tmurnija, međutim, do smrti carice Elizabete od Rusije ( Čudo Dinastije Brandenburg).Stupanje na vlast prusofilnog Petra III. Oslobodilo je pritisak na istočnom bojištu fronti. Švedska je završio rat u otprilike isto vrijeme.
Pobijedivši austrijsku vojsku u bitci kod Burkersdorfa i oslanjajući se na nastavak britanskog uspjeha protiv Francuske u ratu u kolonijalama, Pruska je konačno mogla prisiliti na status quo ante bellum na kontinentu. Ovaj rezultat potvrđuje Prusku veliku ulogu u njemačkim pokrajinama i utvrđuje zemlju kao europsku veliku silu. Fridrik, zgrožen od skoro pa gotovog poraza   Pruske, živio je svoje dane kao mnogo   miroljubiviji vladar .

### Pruska tijekom podjela Poljske
Na istoku i jugu Pruske, poljsko-litvanska unija je postupno oslabila tijekom 18. stoljeća. Zabrinuti zbog povećanja ruskog utjecaja u poljskim poslovima i mogućeg širenja ruskog carstva, Fridrik II. je odigrao značajnu ulogu u pokretanju prve podjele Poljske između Rusije, Pruske i Austrije godine 1772. kako bi održao ravnotežu snaga.  Kraljevina Pruska je pripojila većinu poljske pokrajine "Kraljevske Pruske", uključujući Warmiju. Pripojene zemlje organizirane su sljedeće godine u pokrajinu zvanu Zapadna Pruska. Novi teritorij se priključio pokrajini Istočnoj Pruskoj (područje prethodno poznato kao Prusko Vojvodstvo) s Pomeranijom, ujedinjujući istočne teritorije kraljevstva.
Nakon što je Fridrik umro godine 1786., njegov nećak Fridrik Vilim II. je nastavio podjelu, dobivši velik dio zapadne Poljske godine 1793.
Godine 1795, Kraljevina Poljska je prestala postojati, a veliko područje (uključujući i Varšavu) prema jugu Istočne Pruske je postalo dio Pruske. Ovi novi teritoriji su bili organizirani po pokrajinama Nova Šleska, Južna Pruska i Nova Istočna Pruska.

### 1801. – 1815. Napoleonski ratovi
Sporazumom iz Basela (1795.) je završio Rat prve koalicije protiv Francuske. U njemu, Prva Francuska Republika i Pruska su propisale da će potonji   osigurati neutralnost Svetog Rimskog Carstva neutralnost u svim njegovim područjima sjeverno od linije razdvajanja na rijeci Majni, uključujući i britanske kopnene dominione Elektorat u Hannoveru i vojvodstvo Bremen-Verden. U tu svrhu, Hannover (uključujući Bremen-Verden) su također imali osigurati postrojbe za tzv. razdvajajuću vojsku za održavanje stanja naoružane neutralnosti.
Tijekom Rata druge koalicije protiv Francuske (1799. – 1802.) Napoleon Bonaparte je pozvao Prusku zauzeti kontinentalne britanske dominione. Godine 1801. 24.000 pruskih vojnika je napalo, iznenadivši Hannover, koji se predao bez borbe. U travnju 1801. pruski su vojnici stigli u Stade, glavni grad Bremen-Verdena i tamo ostali do listopada iste godine. Ujedinjeno Kraljevstvo Velike Britanije i Irske prvotno je ignoriralo prusko neprijateljstvo, ali kada se pridružilo pro-francuskoj koaliciji naoružanih 'neutralnih ' sila, kao što su Danska-Norveška i Rusija, Velika Britanija je počela presretanje pruski brodova. Nakon bitke kod Kopenhagena (1801.) koalicija se raspala i Pruska je opet povukla svoje postrojbe.
Na Napoleonov poticaj, Pruska je ponovno zauzela kraljevinu   Hannover i Bremen-Verden početkom 1806. 6. kolovoza iste godine Sveto Rimsko Carstvo je raspušteno zbog Napoleonovih pobjeda nad Austrijom.Naslov Kurfürst (izborni knez) Brandenburga je postao besmislen, te je ispušten iz uporabe.  Prije tog vremena, Hohenzollernovi suvereni su nosili brojne titule i krune, od Vrhovnog guvernera protestantskih crkava (summus episcopus) do kralja, izbornog kneza , velikog vojvode, kneževa raznih regija i teritorija pod njegovom vlašću. Nakon 1806 Fridrik Vilim III. je jednostavno bio samo kralj Pruske i summus episcopus. 
Ali kad je Pruska, nakon što se okrenula protiv Francuskog carstva, bila poražen u bitci kod Jena-Auerstedta (11. studenog 1806.), kralj Fridrik Vilim III.  je bio prisiljen privremeno pobjeći u udaljeni Memel. Nakon sporazuma iz Tilsita godine 1807., Pruska izgubila oko pola svog teritorija, uključujući i zemlje stečen drugom i trećom podjelom Poljske (koja je sada potpala pod Varšavsko Vojvodstva ) i sve zemlje zapadno od Elbe. Francuska je ponovno osvojila   Hannover, uključujući i Bremen-Verden. Ostatak kraljevstva bio je okupiran od strane francuskih vojnika (na pruski trošak), a kralj je bio dužan napraviti savez s Francuskom i pridružiti se kontinentalnom sustavu.
Nakon Napoleonova poraza u Rusiji, Pruska je napustila savez i sudjelovala je u Šestoj koaliciji tijekom "rata za oslobođenje" (Befreiungskriege) protiv francuske okupacije. Pruski vojnici pod maršalom Gebhardom von Leberechtom Blücherom uvelike su dopridonijeli u bitci kod Waterlooa 1815. do konačne pobjede nad Napoleonom.

### Nakon Napoleona
Pruska je nagrada za svoj udio u porazu Francuske došla na kongresu u Beču, gdje je Pruska   dobilaa većina njegovih izgubljenih teritorija i znatno više, uključujući i 40% Kraljevine Saske i veći dio Porajnja. Velik dio teritorija dodan u trećoj podjeli Poljske dodijeljena je kongresnoj   Poljskoj pod ruskom vlašću. 
S tim pruskim teritorijalnim dobitcima, kraljevstvo je reorganizirana u deset provincija. Većina kraljevstva, osim provincija Istočne Pruske, Zapadne Pruske i Posena, postala je dio nove Njemačke konfederacije, konfederacije 39 suverenih država koje zamjenjuju mrtvo Sveto Rimsko Carstvo.
Fridrik Vilim III. podvrgnuo je Prusku brojnim upravnim reformama, među ostalima reorganizaciji vlade putem ministarstava, što je ostalo formativno za sljedećih stotinu godina.
Što se tiče religije, Reformirani kalvinist Fridrik Vilim III. -kao vrhovni guverner protestantskih crkava, pokrenuo je svoh dugogodišnji projekt (započet godine 1798.) da se ujedine Evangeličke i Reformirane crkve godine 1817. (tzv. Pruska unija). Kalvinistička manjina, snažno ga je podupirala   a luteranska većina neršto manje te je stvorena   jedinstvena protestantska Evangelička crkva u Pruskoj. Međutim, svađe koje su uslijedile uzrokovale su trajni raskol između ujedinjenih luterana i starih luterana godine 1830.
Kao posljedica revolucija iz 1848., kneževine Hohenzollern-Sigmaringen i Hohenzollern-Hechingen (kojima je vladala katolička kadetska grana dinastije Hohenzollern) su pripojena Pruskoj godine 1850., kasnije ujedinjene u provinciju Hohenzollern.

### Njemački ratovi za ujedinjenje
U pola stoljeća nakon kongresa u Beču, trajao je sukob ideala u Njemačkoj konfederaciji između formiranja jedne njemačke nacije i očuvanja postojećih manjih njemačkih država i kraljevina. 
Stvaranje njemačke carinske unije (Zollverein) godine 1834, koja je isključila Austrijsko Carstvo, povećala je pruski utjecaj nad državama članicama. Kao posljedica revolucija iz 1848, kralju Fridriku Vilimu IV. je ponuđena kruna ujedinjene Njemačke u Frankfurtskom parlamentu. Fridrik Vilim odbio je tu ponudu uz obrazloženje da revolucionarna skupština ne bi mogla ni odobriti kraljevske naslove. No, tu su bila i druga dva razloga zbog kojih je odbio: da je to učinio to bi malo doprinijelo završetsku unutarnje borbe za vlast između Austrije i Pruske, a svi pruski kraljevi (uključujući i Vilima I.) su se bojali da formiranje njemačkog carstva bi značilo kraj Pruske neovisnosti unutar njemačkih država.
Godine 1848., akcije poduzete od strane Danske prema vojvodstvima Schleswig i Holstein   dovele su do Prvog šlesviškog rata  (1848-1851) između Danske i Njemačke konfederacije. Danska je pobijedila. 
Fridrik Vilim je izdao Pruski prvi ustav u svojoj vlasti godine 1850. Ovaj dokument-umjeren po standardima tog vremena, ali konzervativan za današnje standarde, stvorio je dva doma parlamenta. Donji dom ili zakonodavno tijelo je izabran od strane svih poreznih obveznika, koji su bili podijeljeni u tri razreda čiji glasovi su vrijedili ovisno o iznosu plaćenih poreza. Žene i oni koji ne plaćaju porez nisu imali pravo glasa. To je omogućilo da nešto više od trećine birača da izaberu 85% zakonodavnog tijela.Gornji dom, koji je kasnije preimenovan u Herrenhaus ("Dom knezova"), bio je imenovan od strane kralja. On je zadržao punu izvršnu vlast i ministri bili odgovorni samo njemu (dapače, i do 1910., pruski kraljevi smatrali su da vladaju po božanskom pravu). Kao rezultat toga, držanje klase posjednika, junkera, ostalo je neprekinuto, osobito u istočnim pokrajinama. 
Fridrik Vilim je pretrpio moždani udar godine 1857., a njegov mlađi brat, princ Wilhelm, postao je regent. Vilim je provodio znatno više umjereniju politiku,  i stekao dovoljno snage da, poslije smrti Fridrika Vilima godine 1861., on je bio u mogućnosti postati kralj kao Vilim I. Međutim, ubrzo nakon dolaska na prijestolje, suočio se sporom sa svojim parlamentu oko veličine vojske. Parlament, kojim su dominirali liberali, ustuknuo pred Vilimovom željom da se poveća broj pukovnija i uskratio odobrenje za proračun koji bi to odobrio. Uslijedio je zastoj, A Vilim je   razmatrao abdicirati u korist svog sina, princa Fridrika Vilima njega su pak uvjerili da imenuju za premijera Otta von Bismarcka,  veleposlanika u Francuskoj. Bismarck preuzeo je dužnost 23. rujna 1862.
Iako Bismarck je imao ugled kao neumoljivo konzervativan, on je u početku bio sklon tražiti kompromis nad proračunskim pitanjima. Međutim, Vilim je odbio rasprave o tomu, on je promatrao vojna pitanja kao isključivu nadležnost vladara. Uvučen u politiku sukoba, Bismarck je došao gore s teorijom romana. Prema ustavu, kralj i parlament bili odgovorni za usuglašavanje proračuna. Bismarck je tvrdio da jer nije došlo do sporazuma, postoji  "začkoljica" u ustavu, te je vlada morala nastaviti prikupljati poreze i isplaćivati sredstva u skladu sa starim proračunom kako bi nastavila funkcioniranje. Vlada je time djelovala bez novog proračuna od 1862. do 1866., čime je Bismarcku omogućeno provesti Vilimove vojne reforme.
Liberali su žestoko osudili Bismarcka kao kršitelj zakona. No, Bismarckov pravi plan je bio u skladu s liberalizmom. On je došao do uvjerenja da je njemačko ujedinjenje neizbježno, ali da su konzervativne snage morao preuzeti vodstvo u pogon prema stvaranju jedinstvene nacije. Također je vjerovao da su liberali srednje klase željeli ujedinjenu Njemačku više nego što su htjeli razbiti prianjanje tradicionalnih snaga zbog društva. On je tako krenuo u pogon za stvaranje ujedinjene Njemačke pod pruskim vodstvom, i vodio Prusku kroz tri rata čime je u konačnici postigao taj cilj.
Prvi od tih ratova je bio Drugi šlesviški rat  (1864.), koji je započela Pruska i uspila u dobivanju pomoći Austrije. Danska je bila čvrsto poražena i predala oboje Schleswig i Holstein Pruskoj, odnosno Austriji.
Podijeljena uprava Schleswiga i Holsteina je zatim postala okidač za Austrijsko-pruski rat (1866. - također poznat kao sedmotjedni rat), gdje je Pruska, u savezu s Kraljevinom Italijom i raznim sjevernim njemačkim državama, proglasila rat Habsburškoj monarhiji.  Koalicija predvođena Austrijsom bila je slomljena, a Pruske je anektirala četvero manjih saveznici-Kraljevina Hannoveru, Elektorat Hessen, Vojvodstvo Nassau i Slobodni grad Frankfurt. Pruska je također pripojila Schleswig i Holstein, te također učinkovito anektirala Saxe-Lauenburg natjeravši ga u personalnu uniju s Pruskom (koja je pretvorena u punu uniju godine 1876. godine). Kralj Vilim je u početku htio teritorij same Austrije, ali Bismarck ga je uvjerio da napusti tu zamisao. Dok je Bismarck želio da Austrija ne igra nikakvu buduću ulogu u njemačkim poslovima, on i dalje smatrao da je Austrija mogla vrijedan budući saveznik. 
S tim teritorijalnim dobitcima, pruski posjedi u Porajnju i Vestfaliji su po prvi put spojeni na ostatkom kraljevstva. Računajući na de facto pripajanje Saxe-Lauenburga, Pruska se sada pružala neprekidno preko sjeverne dvije trećine Njemačke. Ostat će na toj veličini do zbacivanja monarhije 1918. 
Bismarck je iskoristio ovu priliku da dokrajči proračunski spor s parlamentom. On je predložio zakon o naknadi štete kojim mu se daje   retroaktivno odobrenje za upravljanje bez zakonskog proračuna. Pretpostavljao je, točno kako se ispostavilo, da će to dovesti do podjele između njegovih liberalnih protivnika. Dok su neki od njih tvrdili da ne smije biti kompromisa s načelima ustavne vlasti, većina liberala odlučila je podržati zakon u nadi da će postići više slobode u budućnosti.
Njemačka se Konfederacija raspala u sklopu rata. Na njezinom mjestu, Pruska je uspostavila 21. države sjeverno od Majne osnivajući godine 1867. Sjevernonjemačku konfederaciju. Pruska je bila dominantna država u ovoj novoj skupini, čineći četiri petine njezinog teritorija i stanovništva. Njezina gotovo totalna kontrola je zacementirana u ustavu koji je napisao Bismarck. Izvršna vlast je povjerena predsjedniku- u pruskoj kruni u skladu s nasljednim pravom. Njemu je pomagao je kancelar odgovoran samo njemu. Tu je i dvije-kuća parlament. Donji dom ili Reichstag, bio je izabran na temelju općeg biračkog prava muškaraca. Gornji dom, ili Bundesrat (Savezno vijeće) imenovan je od strane državnih vlasti.Bundesrat je, u praksi, bio jači. Pruska je imala 17 od 43 glasa, i lako je mogla kontrolirati postupak kroz saveze s drugim državama. Za sve namjere i svrhe, novim grupiranjem je dominirao Bismarck. On je služio kao vlastiti ministra vanjskih poslova za gotovo cijelog svog mandata kao premijer Pruske, a u tom svojstvu je bio u mogućnosti upućivati pruskog zastupnika za Bundesrat.
Južne njemačke države (osim Austrije) su bile prisiljeni prihvatiti vojne saveze s Pruskom, i Pruska je počela korake kako bi ih spojila sa Sjevernom Njemačkom Konfederacijom. Bismarckovo planirano Kleindeutschland ujedinjenje Njemačke je došla znatno bliže ostvarenju. 
Završni čin ovih događanja bio je Francusko-pruski rat (1870.), gdje je Bismarck izmanevrirao francuskog cara Napoleona III. da objavi rat Pruskoj. Aktiviranje njemačkih saveznika stavljeno je na mjesto nakon austro-pruskog rata, njemačke države su se okupile i brzo porazile Francusku. Čak i prije toga, Bismarck je bio u mogućnosti da dovršiti posao ujedinjenja Njemačke pod pruskim vodstvom. Domoljubni zanos izazvan ratom s Francuskom bio je previše za preostale protivnika jedinstvenog naroda te a 18. siječnja 1871. (170. obljetnica krunidbe prvog pruskog kralja Fridrika I.), Njemačko Carstvo je proglašeno u Dvorani zrcala u Versaillesu izvan Pariza, dok je francuski glavni grad i dalje bio pod opsadom. Kralj Vilim postao prvi car ujedinjene Njemačke.

### 1871. – 1918. vrhunac i pad
Bismarckovo novo carstvo je bila najmoćnija država na kontinentu. Pruska dominacija nad novim carstvom bio je gotovo jednaka kao na sjeveru Njemačke konfederacije. Pruska je imala dvije trećine teritorija carstva i tri petine stanovništva.Carska kruna je bila nasljedstvo dinastije Hohenzollern. Pruska je također imala veliku većinu mjesta u Bundesratu, a kao i prije mogla je kontrolirati odluke.
Međutim, sjeme za buduće probleme ležalo je u nesrazmjeru između carskog i pruskog sustava.Carstvo je davalo pravo glasa svim muškarcima preko 25 godina. Međutim, Pruska je zadržala restriktivni troklasni sustav glasanja, u kojem je imala 17,5 puta veću glasačku moć od ostatka stanovništva. Carski kancelar je bio, osim za dva razdoblja (siječanj-studeni 1873 i 1892-1894) također i premijer Pruske.
U vrijeme stvaranja carstva, dvije trećine i Pruske i Njemačke su bile ruralne. U roku od 20 godina, situacija je bila obrnuta, gradovi su činili dvije trećine stanovništva. Međutim, i u kraljevstvu i carstvu, izborne jedinice nikada nisu bili ponovno nacrtane da odražavaju rastuću populaciju i utjecaj gradova. To je značilo da su ruralna područja bila značajno prezastupljena od 1890 nadalje. 
Bismarck je shvatio da je ostatak Europe bio skeptičan glede njegova snažnog novog Reicha, i okrenuo pažnju na očuvanje mira s tim djeluje kao na Berlinskom kongresu. Novo Njemačko Carstvo poboljšalo je svoje već jake odnose s Velikom Britanijom. Veze između Londona i Berlina bile su zapečaćene sa zlatnim gajtanom iz 1858., kada je princ Frdrik Vilim od Pruske oženio britansku princezu Viktoriju. 
Vilim I. je umro godine 1888., a princ je dospio na prijestolje kao Fridrik III. Novi car, odlučni anglofil, planirao je pretvoriti Prusku i carstvo u liberalniju i demokratskiju monarhiju po britanskom modelu. Međutim, on je umro nakon samo 99 dana na prijestolju i naslijedio ga je njegov 29-godišnji sin, Vilim II. Kao dječak, Vilim se bunio protiv roditeljskih napora da ga se oblikuje kao liberala i postao temeljito prisijanizran pod Bismarckovim skrbništvom. Novi Kaiser je brzo ukiselio odnose s britanskom i ruskom kraljevskom obitelji (unatoč tome što je njima bio bliski rođak), te postao njihov suparnik i na kraju njihov neprijatelj.

## Politika
Kraljevina Pruska bila apsolutna monarhija do revolucija 1848. u njemačkim zemljama, nakon čega je Pruska je postala ustavna monarhija i Adolf Heinrich von Arnim-Boitzenburg izabran je za prvog prvog pruskog premijera. Nakon pruskog prvog ustava, oblikovan je dvodomni parlamenta. Donji dom ili zakonodavno tijelo u Njemačkoj je izabran od strane svih poreznih obveznika, koji su bili podijeljeni u tri razreda prema iznosu plaćenih poreza. To je omogućilo da nešto više od 25% birača izabire 85 posto zakonodavnog tijela, osiguravajućiti dominaciju dobrostojećeg stanovništva. Gornji dom, koji je kasnije preimenovan u pruski dom knezova, je imenovan od strane kralja. On je zadržao punu izvršnu vlast i ministri bili odgovorni samo njemu. Kao rezultat toga, hvat od posjedničkih razreda, Junkera, ostalo je neprekinuto, osobito u istočnim pokrajinama. Pruska tajna policija (iz koje se izrodio kasniji Gestapo), formirana kao odgovor na revolucije iz 1848. u njemačkim pokrajinama, pomagala je konzervativnu vladu.

## Potpodjele
Prvobitna jezgra regije Kraljevine Pruske bili su markgrofovija Brandenburg i Prusko Vojvodstvo koji su zajedno formirali Brandenburg-Prusku. Nadalje uža Pomeranija je u posjedu Pruske od 1653. U kombinaciji sa Švedskom Pomeranijom, preuzetom od Švedske godina 1720. i 1815., ova regija formirala je provinciju Pomeraniju. Pruski dobici u Šleskim ratovima dovelo su do formiranja pokrajine Šleske godine 1740.
Nakon prve podjele Poljske godine 1772., novo-pripojena Kraljevska Pruska i Varmija postale su Pokrajina Zapadna Pruska, dok je Vojvodstvo Pruska (zajedno s dijelom Varmije) postalo provincija Istočnaa Pruska. Ostala pripojenja uzduža rijeke Noteć (Netze) postala su Netze okrug. Nakon druge i treće podjele poljske (1793-1795), novi pruska pripojenja su postale provincije Nova Šleska, Južna Pruska i Nova Istočna Pruskoj, s okrugom Netze podiljenim između Zapadne i Južne Pruske. Ove tri provincije bili su na kraju prepustili kongresnoj Poljskoj nakon kongresa u Beču godine 1815, osim u zapadnom dijelu Južne Pruske, koje će činiti dio Velikog Vojvodstva Posen.
Nakon velikih zapadnih dobitaka Pruske nakon Bečkog kongresa, ukupno deset provincija je utvrđeno, svaka od njih se dijelila dalje na manje upravne regije poznate kao Regierungsbezirke. Pokrajine su bile: 
Pokrajina Brandenburg
- Pokrajina Istočna Pruska
- Pokrajina Jülich-Berg-Cleves
- Veliko Vojvodstvo Donja Rajna
- Pokrajina Pomeranija
- Veliko Vojvodstvo Posen (authonomno, izvan Njemačke konfederacije)
- Pokrajina Saska
- Pokrajina Šleska
- Pokrajina Zapadna Pruska
- Pokrajina Vestfalija

Godine 1822., pokrajine Jülich-Berg-Cleves i Donja Rajna su se spojile Rajnsku pokrajinu. Godine 1829., pokrajine Istočna i Zapadna Pruska spojili su se u pokrajinu Prusku, ali odvojene pokrajine su reformirane godine 1878. Kneževine   Hohenzollern-Sigmaringen i Hohenzollern-Hechingen su anektirane godine 1850. u obliku pokrajine Hohenzollern.
Nakon Pruske pobjede godine 1866. Austrijsko-pruskom ratu, teritoriji pripojeni Pruskoj su reorganizirani u tri nove pokrajine: Hannover, Hessen-Nassau i Schleswig-Holstein.